# 악승
악승(樂乘, ? ~ ?)은 중국 전국 시대 조나라(趙)의 장군이다. 전국 시대의 명장 악의(樂毅)의 일족이며, 조나라 말기에 염파(廉頗)와 함께 활약하였다. 무양군(武襄君)의 칭호를 받았다.

## 생애

### 혜문왕 시대
《사기》 악의열전에 따르면, 악의는 조나라 출신으로서 연나라에서 활약했던 명장 악의(樂毅)와 그 아들인 악간(樂間)의 친척이다.
기원전 270년(혜문왕 29), 진나라(秦)의 군대가 한나라(韓)를 공격하기 위하여 조나라의 연여(閼與)를 공격했다. 혜문왕이 장군 염파(廉頗)에게 이를 구할 수 있겠느냐고 묻자, 염파가 "길이 멀고 험하고 좁아서 구하기 어렵습니다"라 하였다. 악승도 같은 말을 하였다. 그러나 또다른 장수인 조사가 "그곳은 길이 멀고 험하고 좁은 곳이라 비유하자면 두 마리의 쥐가 좁은 구멍 안에서 싸우는 것과 같으므로 용감한 자가 이깁니다."라 하였으니, 곧 출정하여 진나라 군대를 물리쳤다.

### 효성왕 시대
기원전 256년(효성왕 10), 악승은 경사(慶舍)와 함께 진나라의 장수 신량(信梁)을 격파하였다.
기원전 251년(효성왕 15), 연나라(燕)의 연왕 희가 상국 율복(栗腹)을 보내 조나라와 동맹을 맺으려 하였다. 그런데 조나라에 다녀온 율복은 연왕 희에게 조나라가 아직 장평대전의 피해에서 벗어나지 못한 틈을 타서 이를 공격할 것을 권하였다. 이에 연왕 희가 율복과 경진(卿秦) 등을 보내 조나라를 침공하였다. 그러나 염파가 호(鄗)에서 연나라 군대를 크게 격파하여 율복을 죽였고, 악승 또한 경진을 격파하여 포로로 잡았다.
기원전 250년(효성왕 16), 악승은 염파와 함께 마침내 연나라를 포위하였다. 이에 연왕 희가 성 5개를 떼어주며 화친을 청하자 조 효성왕이 이를 받아들였다. 이 공로로 악승은 무양군(武襄君)에 봉해졌다.
기원전 249년(효성왕 17), 무양군 악승은 또다시 연나라를 공격하여 이를 포위하였다.

### 도양왕 시대
기원전 245년, 조 효성왕이 죽고 조 도양왕이 즉위하였다. 도양왕은 염파를 장군직에서 파면시키고 그 자리를 악승으로 대신하였다. 분노한 염파는 후임으로 온 악승을 공격한 후 위나라(魏)로 망명하였으며 악승은 달아났다. 이후 악승의 행적은 명확히 알 수 없다.

## 기록상의 모순
《사기》 악의열전에서는 연왕 희가 조나라를 공격했을 당시(기원전 251년)에 악승이 경복과 함께 조나라의 장군 염파에게 사로잡혔으며, 악승은 악간의 친척이었으므로 악간 또한 조나라로 달아났다고 서술하였다. 이와 같은 기록은 《사기》 조세가 등의 기록에서 악승이 보다 이전부터 조나라의 장수로 활약하며 무양군에 봉해졌던 것과는 모순되는 기록이다.
여러 정황으로 볼 때에 《사기》 악의열전에 보이는 모순적인 서술은 잘못된 기록인 것 같다. 원나라(元) 시대의 학자인 호삼성(胡三省)의 《자치통감음주》와 청나라(淸) 시대의 양옥승(梁玉繩)의 《사기지의》 등에서도 악승은 조나라의 장수이며, 연나라의 장수는 아닐 것이라고 주장하였다. 《전국책》에서도 염파와 악승이 각기 8만의 군대와 3만의 군대를 거느리고 연나라의 율복과 경진을 막았다고 하였다.